# Egling an der Paar
Egling an der Paar è un comune tedesco di 2 226 abitanti, situato nel land della Baviera.